# Velký Osek
Obec Velký Osek se nachází v okrese Kolín, kraj Středočeský, asi 9 km severně od Kolína. Žije zde přibližně 2 600 obyvatel. V roce 2011 zde bylo evidováno 807 adres.
Velký Osek je také název katastrálního území o rozloze 10,55 km².

## Historie
První písemná zmínka o obci pochází z roku 1052.

### Územněsprávní začlenění
Dějiny územněsprávního začleňování zahrnují období od roku 1850 do současnosti. V chronologickém přehledu je uvedena územně administrativní příslušnost obce v roce, kdy ke změně došlo:
- 1850 země česká, kraj Pardubice, politický i soudní okres Kolín[6]
- 1855 země česká, kraj Čáslav, soudní okres Kolín
- 1868 země česká, politický i soudní okres Kolín
- 1939 země česká, Oberlandrat Kolín, politický i soudní okres Kolín[7]
- 1942 země česká, Oberlandrat Praha, politický i soudní okres Kolín[8]
- 1945 země česká, správní i soudní okres Kolín[9]
- 1949 Pražský kraj, okres Kolín[10]
- 1960 Středočeský kraj, okres Kolín
- 2003 Středočeský kraj, obec s rozšířenou působností Kolín

### Rok 1932
V obci Velký Osek (2125 obyvatel, poštovní úřad, telegrafní úřad, četnická stanice, četnická stanice, sbor dobrovolných hasičů) byly v roce 1932 evidovány tyto živnosti a obchody: lékař, autodoprava, biograf Sokol, výroba cementového zboží, cukrář, drogerie, obecní elektrárna, elektrotechnický závod, 5 holičů, 8 hostinců, hotel Veselka, klempíř, kolář, kominík, 2 konsumy, 2 kováři, 4 krejčí, lakýrník, 2 malíři pokojů, mechanik, továrna na nábytek, natěrač, obchod s obuví Baťa, 4 obuvníci, obchod s ovocem a zeleninou, 5 pekařů, 2 pohřební ústavy, 2 porodní asistentky, Nádražní restaurace, 4 řezníci, 9 obchodů se smíšeným zbožím, spořitelní a záložní spolek pro Velký Osek, obchod se střižním zbožím, továrna na šrouby do dřeva, švadlena, 3 trafiky, 4 truhláři, zahradník, železárna Jouza a spol.

## Přírodní poměry
Na západním okraji území obce teče řeka Labe. Západně od intravilánu obce  leží národní přírodní rezervace Libický luh. V katastrálním území obce leží přírodní rezervace Tonice-Bezedná.

## Komunální volby 2010
V říjnových volbách do obecního zastupitelstva kandidovala dvě nezávislá uskupení. Vítězem se stali Nezávislí pro Velký Osek s nově zvoleným starostou Mgr. Pavlem Drahovzalem.
Členové zastupitelstva
- Místostarosta – RNDr. Vladimír Matuš

- Ostatní členové zastupitelstva – Mgr. Michal Dupák, Jan Fagoš, RNDr. Jakub Munzar, Jiří Veselý, MUDr. Jan Kulhánek, Ing. Helena Erbenová a Ing. Jiří Kurka

## Doprava
Dopravní síť
- Pozemní komunikace – Územím obce prochází dálnice D11 s exitem 42 - Libice nad Cidlinou - Velký Osek - Kolín. Obcí prochází silnice II/125

- Železnice – Obec Velký Osek je křižovatkou železniční tratě 020 Velký Osek - Hradec Králové - Choceň a tratě 231 Praha - Lysá nad Labem - Nymburk - Kolín. Železniční trať 020 Velký Osek - Chlumec nad Cidlinou - Hradec Králové - Choceň je jednokolejná elektrizovaná celostátní trať, doprava byla v úseku Velký Osek - Chlumec nad Cidlinou zahájena roku 1870. Železniční trať 231 Praha - Čelákovice - Lysá nad Labem - Nymburk - Poděbrady - Kolín je dvoukolejná elektrizovaná celostátní trať zařazená do evropského železničního systému, doprava byla v úseku Kolín - Nymburk zahájena roku 1870.
- Na Labi se nachází zdymadlo Velký Osek, které je součástí labské vodní cesty.[13]

Veřejná doprava 2011
- Autobusová doprava – Obcí vedla příměstská autobusová linka Kolín-Velký Osek-Sány (v pracovních dnech 5 spojů) (dopravce Okresní autobusová doprava Kolín).
- Železniční doprava – Po trati 231 vede linka S2 (Praha – Nymburk – Kolín) v rámci pražského systému Esko. Na trati 231 ve Velkém Oseku denně zastavovalo 8 párů rychlíků, 6 párů spěšných vlaků a 25 párů osobních vlaků. Po trati 020 v pracovních dnech jezdilo 7 párů spěšných vlaků a 2 páry osobních vlaků, o víkendech 6 párů spěšných vlaků a 1 pár osobních vlaků.

## Pamětihodnosti
- Kostel Nejsvětějšího Srdce Ježíšova
- Sousoší Kalvárie stojí u kostela

## Osobnosti
Ve Velkém Oseku žila dvojnásobná olympijská vítězka a zároveň trojnásobná olympijská medailistka ze ZOH 2010 ve Vancouveru, rychlobruslařka Martina Sáblíková, která na hrách získala zlato v závodech na 3000 a 5000 metrů a bronz v závodě na 1500 metrů.

## Fotogalerie

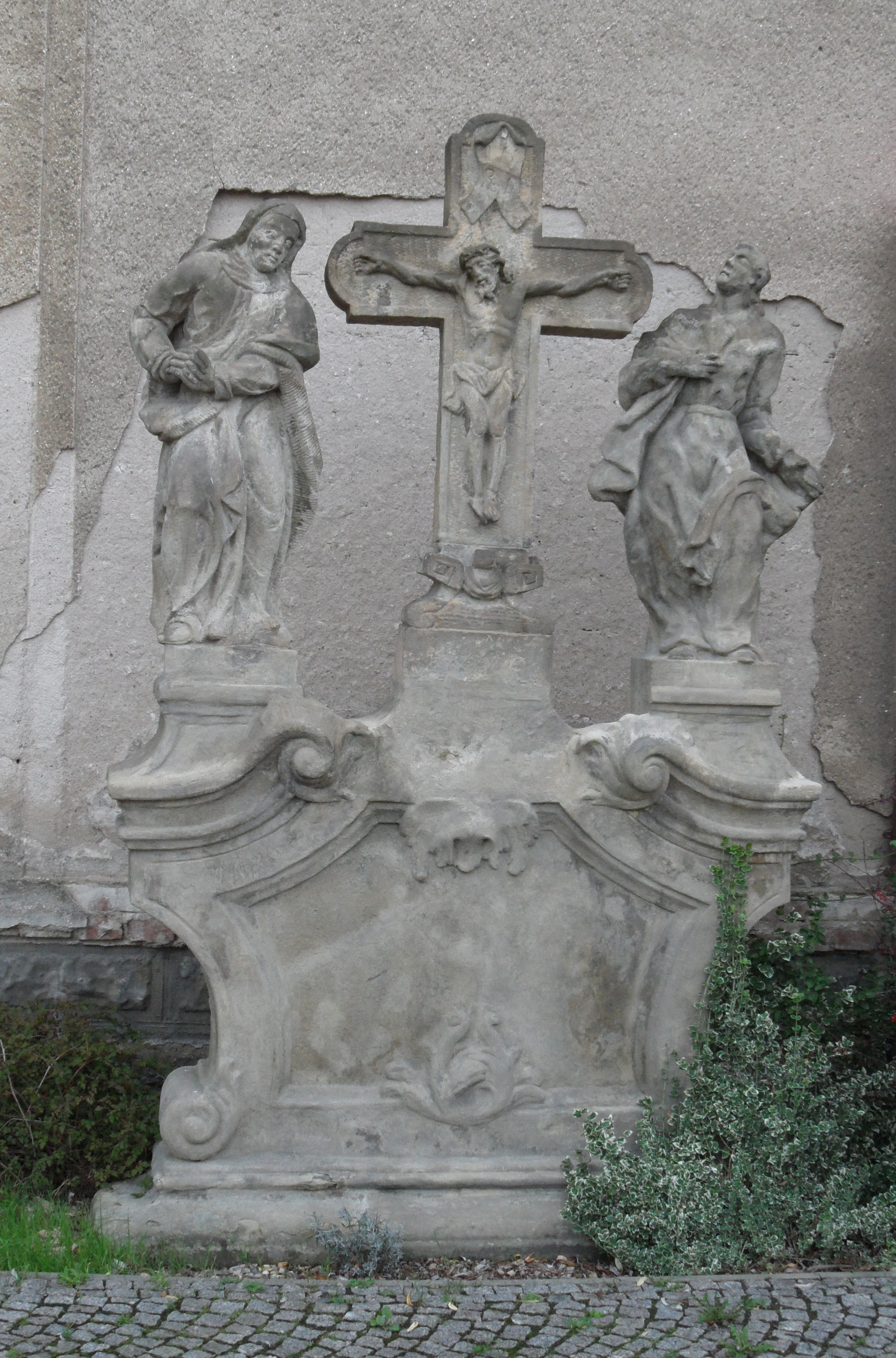
Kulturní památka Sousoší Kalvárie
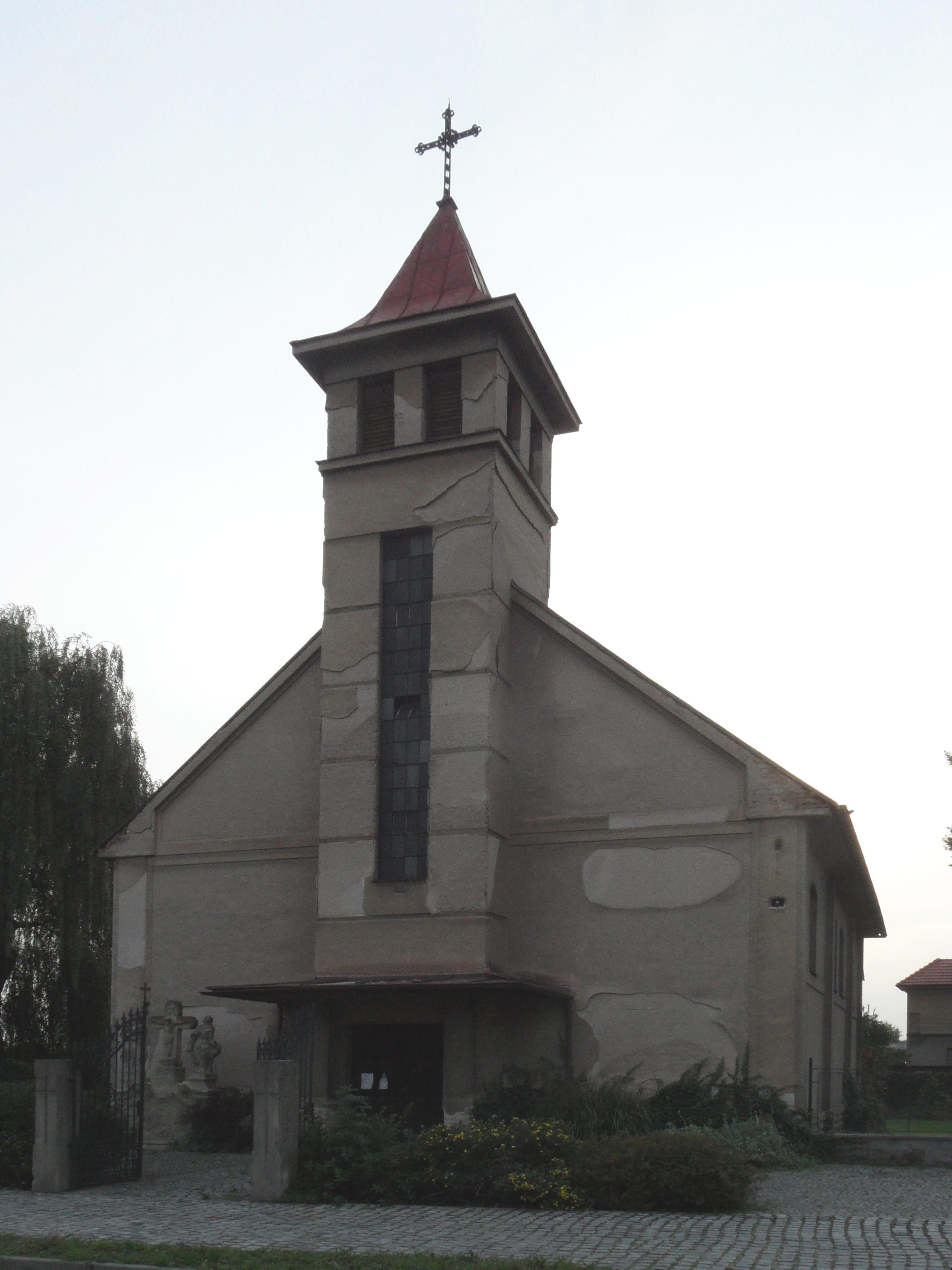
Kostel Nejsvětější srdce Ježíšovo
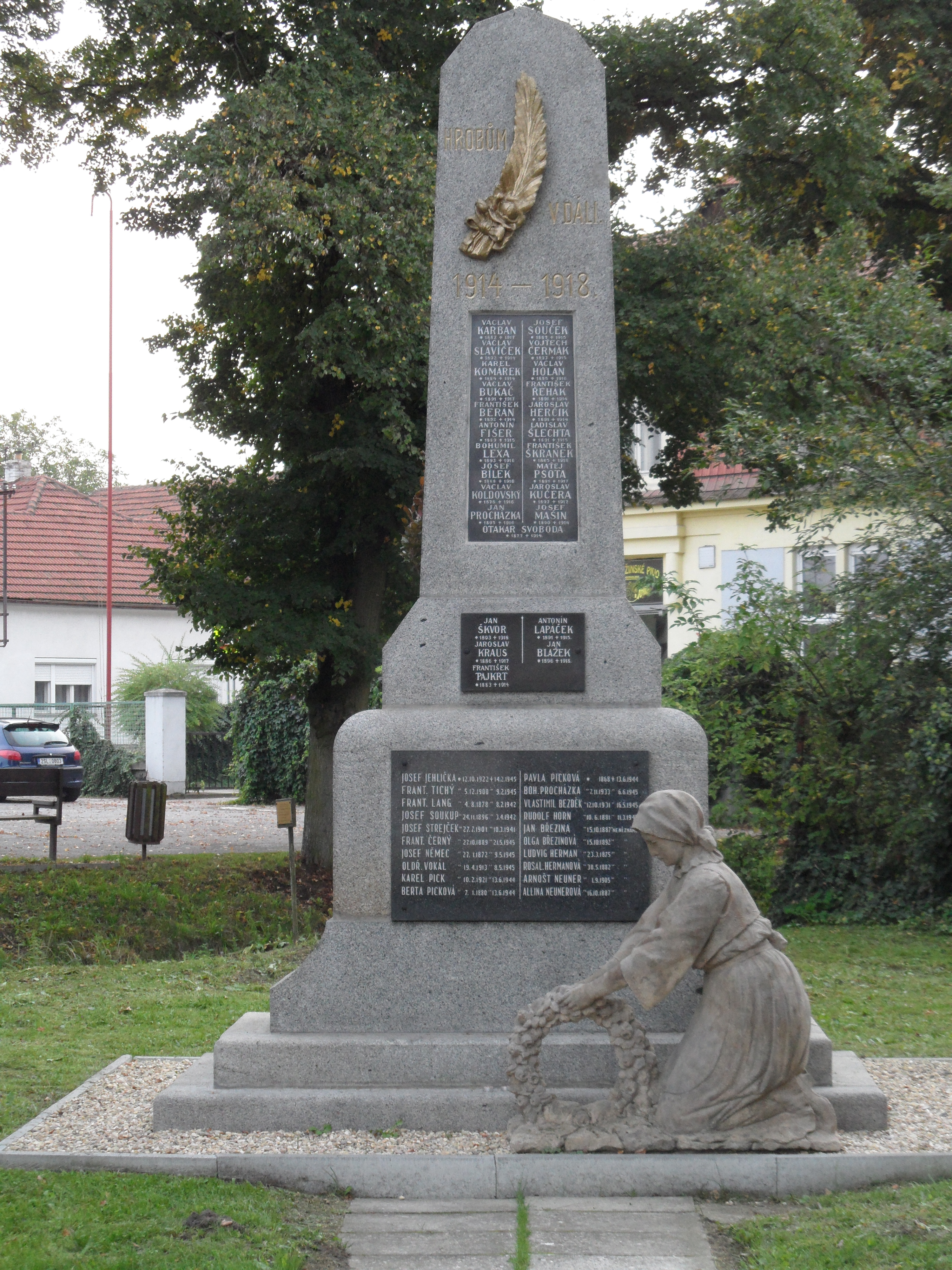
Památník obětem 1. světové války